# 羅斯維爾 (喬治亞州)
羅斯維爾（英語：Rossville）是一個位於美國喬治亞州沃克縣的城市。

## 地理
羅斯維爾的座標為34°58′35″N 85°17′28″W / 34.97639°N 85.29111°W，而該地的平均海拔高度為213米（即699英尺）。

## 人口
根據2010年美國人口普查的數據，羅斯維爾的面積為4.70平方千米，當中陸地面積為4.70平方千米，而水域面積為0.00平方千米。當地共有人口4105人，而人口密度為每平方千米873.4人。